# 佩恩斯維爾 (印地安納州)
佩恩斯維爾（英語：Paynesville）是位於美國印地安納州傑佛遜縣的一個非建制地區。該地的面積和人口皆未知。